# Billel Attafen
Billel Attafen (sinh ngày 3 tháng 7 năm 1985 ở Tipaza) là một cầu thủ bóng đá người Algérie. Hiện tại anh thi đấu cho MC Alger ở Giải bóng đá hạng nhất quốc gia Algérie.

## Sự nghiệp câu lạc bộ
Vào mùa hè năm 2009, Attafen gia nhập MC Alger, sau khi trải qua 4 mùa giải cùng với NA Hussein Dey.

## Sự nghiệp quốc tế
Ngày 27 tháng 4 năm 2007, Attafen được triệu tập bởi huấn luyện viên Abdelhafid Tasfaout vào đội tuyển U-23 quốc gia Algérie tại trại tập luyện ở Algiers để chuẩn bị cho Đại hội Thể thao châu Phi 2007. Vào tháng 11, anh được triệu tập lần nữa, lần này là tham dự Giải bóng đá U-23 UNAF 2007 ở Tunis nơi Algérie giành chiến thắng 4-2 trên chấm phạt đền trong trận chung kết trước Tunisia.